# Scoparia taiwanensis
Scoparia taiwanensis là một loài bướm đêm trong họ Crambidae.